# 志林規島
志林規島（日语：／ Shirinki tō */?），俄罗斯称其为安齐費罗夫島（羅馬化：Ostrov Antsiferova），是俄罗斯千岛群岛北部的一个火山岛。该岛的俄语名字来源于俄罗斯探险家丹尼拉·安齐费罗夫。“志林規”则是其日语名字，来源于阿依努语的「si-rim-ki/」（波浪最多的地方）。

## 地理
幌筵岛西南端的樺里埼相隔约15公里。岛的中央地带耸立着标高761公尺的蓮華岳。岛的大致形状为圆形，登陆地点基本上没有，同时船只接近亦较困难。
岛南部是千岛群岛的五大北海狮繁殖地之一。

## 历史
1644年日本松前藩地图中已将该岛绘入。過去日本將该岛行政区划为北海道占守郡。二战之后苏联撕毁《日苏互不侵犯条约》占领该岛。